# Meunier tu dors
 (août 2022).
Si vous disposez d'ouvrages ou d'articles de référence ou si vous connaissez des sites web de qualité traitant du thème abordé ici, merci de compléter l'article en donnant les références utiles à sa vérifiabilité et en les liant à la section « Notes et références ».
Meunier tu dors est une comptine du patrimoine francophone tirée d'une chanson de Léon Raiter et Fernand Pothier composée au début du XXe siècle.

## Présentation
Une cloche (sonnant à chaque tour) permettait au meunier d'évaluer la vitesse de son moulin.
Trop vite, il y avait des risques d'explosion dus aux particules de farine, de poussières et autres en suspension dans l'air et au fait que les meules contenant du silex pouvaient engendrer des étincelles.

## Paroles
Meunier tu dors, ton moulin, ton moulin va trop vite
Meunier tu dors, ton moulin, ton moulin va trop fort
Ton moulin, ton moulin va trop vite
Ton moulin, ton moulin va trop fort
Ton moulin, ton moulin va trop vite
Ton moulin, ton moulin va trop fort
Les paroles qui suivent ont été ajoutées par la suite. 
Meunier tu dors, et le vent souffle souffle
Meunier tu dors, et le vent souffle fort
Les nuages, les nuages viennent vite,
Et l'orage et l'orage gronde fort !
Les nuages, les nuages viennent vite,
Et l'orage et l'orage gronde fort !
Le vent du Nord a déchiré la toile
Meunier, tu dors, ton moulin est bien mort

## Tauromachie
Lorsque l'écarteur Meunier (1880-1934) n'était pas en forme, la fanfare le rappelait à l'ordre en jouant la mélodie de « Meunier tu dors ».